# Platybrachys sera
Platybrachys sera är en insektsart som först beskrevs av Walker 1851.  Platybrachys sera ingår i släktet Platybrachys och familjen Eurybrachidae. Inga underarter finns listade i Catalogue of Life.